# Lijst van gemeentelijke monumenten in Arnhem/Alteveer en Cranevelt

Wijk 09: Alteveer en Cranevelt

De wijk Alteveer en Cranevelt, onderdeel van de gemeente Arnhem, kent 19 gemeentelijke monumenten. Hieronder een overzicht.

## Alteveer-Cranevelt
De buurt Alteveer-Cranevelt kent 16 gemeentelijke monumenten:
| Object     | Bouwjaar | Architect | Locatie                       | Coördinaten                  | Nr.         | Afbeelding |
| ---------- | -------- | --------- | ----------------------------- | ---------------------------- | ----------- | ---------- |
| Noodwoning | 1947     |           | Catharina van Rennesstraat 2  | 52° 0' 24" NB, 5° 54' 46" OL | 0202/WN0665 | Noodwoning |
| Noodwoning | 1947     |           | Catharina van Rennesstraat 4  | 52° 0' 24" NB, 5° 54' 46" OL | 0202/WN0666 | Noodwoning |
| Noodwoning | 1947     |           | Catharina van Rennesstraat 6  | 52° 0' 25" NB, 5° 54' 47" OL | 0202/WN0667 | Noodwoning |
| Noodwoning | 1947     |           | Catharina van Rennesstraat 8  | 52° 0' 25" NB, 5° 54' 46" OL | 0202/WN0668 | Noodwoning |
| Noodwoning | 1947     |           | Catharina van Rennesstraat 10 | 52° 0' 25" NB, 5° 54' 47" OL | 0202/WN0669 | Noodwoning |
| Noodwoning | 1947     |           | Catharina van Rennesstraat 12 | 52° 0' 26" NB, 5° 54' 47" OL | 0202/WN0670 | Noodwoning |
| Noodwoning | 1947     |           | Catharina van Rennesstraat 14 | 52° 0' 26" NB, 5° 54' 47" OL | 0202/WN0671 | Noodwoning |
| Noodwoning | 1947     |           | Catharina van Rennesstraat 16 | 52° 0' 26" NB, 5° 54' 47" OL | 0202/WN0672 | Noodwoning |
| Noodwoning | 1947     |           | Catharina van Rennesstraat 18 | 52° 0' 27" NB, 5° 54' 47" OL | 0202/WN0673 | Noodwoning |
| Noodwoning | 1947     |           | Catharina van Rennesstraat 20 | 52° 0' 27" NB, 5° 54' 47" OL | 0202/WN0674 | Noodwoning |
| Noodwoning | 1947     |           | Richard Holstraat 1           | 52° 0' 23" NB, 5° 54' 47" OL | 0202/WN1193 | Noodwoning |
| Noodwoning | 1947     |           | Richard Holstraat 3           | 52° 0' 23" NB, 5° 54' 48" OL | 0202/WN1194 | Noodwoning |
| Noodwoning | 1947     |           | Richard Holstraat 5           | 52° 0' 24" NB, 5° 54' 48" OL | 0202/WN1195 | Noodwoning |
| Noodwoning | 1947     |           | Waterbergseweg 91             | 52° 0' 24" NB, 5° 54' 48" OL | 0202/WN2014 | Noodwoning |
| Noodwoning | 1947     |           | Waterbergseweg 93             | 52° 0' 24" NB, 5° 54' 48" OL | 0202/WN2015 | Noodwoning |
| Noodwoning | 1947     |           | Waterbergseweg 95             | 52° 0' 25" NB, 5° 54' 48" OL | 0202/WN2016 | Noodwoning |

## Hazegrietje
De buurt Hazegrietje kent 1 gemeentelijk monument:
| Object                            | Bouwjaar | Architect    | Locatie       | Coördinaten                   | Nr.         | Afbeelding        |
| --------------------------------- | -------- | ------------ | ------------- | ----------------------------- | ----------- | ----------------- |
| O.L. Vrouw en al Haar Engelenkerk | 1934     | Feenstra, G. | Wagnerlaan 90 | 51° 59' 56" NB, 5° 54' 44" OL | 0202/WN1981 | Meer afbeeldingen |

## Sonsbeek-Noord
De buurt Sonsbeek-Noord kent 2 gemeentelijke monumenten:
| Object     | Bouwjaar | Architect | Locatie                | Coördinaten                   | Nr.         | Afbeelding |
| ---------- | -------- | --------- | ---------------------- | ----------------------------- | ----------- | ---------- |
| Woonhuis   | 1909     |           | Thomas a Kempislaan 17 | 51° 59' 38" NB, 5° 55' 16" OL | 0202/WN1765 | Woonhuis   |
| Standbeeld | 1941     |           | Apeldoornseweg 210 A   | 51° 59' 28" NB, 5° 54' 32" OL | 0202/WN0227 | Standbeeld |